# Soppskeden
Soppskeden är en sjö i Storfors kommun i Värmland och ingår i Göta älvs huvudavrinningsområde.